# Premi Lola Anglada de contes breus per a nois i noies
El Premi Lola Anglada de contes breus per a nois i noies és un premi literari en llengua catalana convocat conjuntament per Caixa Terrassa i l'Ajuntament de Terrassa entre els anys 1984 i 2003, anomenat en honor de Lola Anglada (1893-1984), narradora infantil i dibuixant catalana.
Va ser instituït amb la finalitat d'impulsar la creació i l'edició de narrativa infantil en català. El veredicte es feia públic durant la Nit literària de Santa Llúcia i l'obra guanyadora era publicada per Edicions de la Magrana. Al llarg de les 20 edicions es presentaren a concurs més de 600 reculls de contes, hi hagué 17 guanyadors i solament en 3 ocasions el premi fou declarat desert. L'any 2003 les institucions organitzadores acordaren deixar de convocar el premi en valorar que la seva raó de ser havia canviat, ja que la presència de la literatura infantil i juvenil en català ja estava ben coberta.

## Guanyadors
- 1984 Mercè Canela, per El planeta dels Set Sols[2]
- 1985 Miquel Desclot, per Set que no dormen a la palla
- 1986 Agustí Alcoberro, per Set gates de vida
- 1987 Maria Assumpció Ribas, per L'Estel sent el temps
- 1988 Salvador Comelles, per Sis contes per a regal
- 1989 Roser Iborra, per L'estiu a la ciutat
- 1990 Xavier Bertran, per Si les persones parlessin...
- 1991 Enric Larruela, per Contes per a un món millor
- 1992 Andreu Sotorra, per Nyatiti: la Filla del Clan
- 1993 Joles Sennell, per Qui vol un conte?
- 1994 Desert
- 1995 Ramon Montón, per Els contes del llop
- 1996 Rosa Maria Colom, per La Dama Blanca i altres rondalles
- 1997 Pep Coll, per El tresor de la Nit de Nadal
- 1998 Dolors García, per Sopa de nit[3]
- 1999 Joan Armengué, per Joaquim, això no es fa!
- 2000 Desert
- 2001 Dolors García, per L'home que estimava els núvols[4]
- 2002 Desert
- 2003 Miquel Pujadó, per Un príncep massa encantat i altres personatges amb problemes[5]